# آنتونینو باریلا
آنتونینو باریلا (انگلیسی: Antonino Barillà؛ زادهٔ ۱ آوریل ۱۹۸۸) بازیکن فوتبال اهل ایتالیا است.
از باشگاه‌هایی که در آن بازی کرده‌است می‌توان به باشگاه فوتبال رجینا، باشگاه فوتبال تراپانی، باشگاه فوتبال پارما، و باشگاه فوتبال سمپدوریا اشاره کرد.
وی همچنین در تیم ملی فوتبال زیر ۲۱ سال ایتالیا بازی کرده‌است.